# Hedviga de Cieszyn
Hedviga de Cieszyn (n. 1469 – d. 6 aprilie 1521, Trenčiansky hrad⁠(d), Trenčiansky kraj, Slovacia) a fost o principesă din dinastia Piast.